# Cosmorhoe carringtoni
Cosmorhoe carringtoni är en fjärilsart som beskrevs av Hans Rebel 1910. Cosmorhoe carringtoni ingår i släktet Cosmorhoe och familjen mätare. Inga underarter finns listade i Catalogue of Life.